# Лошкарівська сільська рада
| Лошкарівська сільська рада — колишній орган місцевого самоврядування у Нікопольському районі Дніпропетровської області з адміністративним центром у с. Лошкарівка. Сільській раді підпорядковані населені пункти: - с. Лошкарівка - с. Головкове - с. Зелене - с. Межуївка - с. Нова Балта - с. Сорочине - с. Христофорівка |

## Склад ради
Рада складалася з 18 депутатів та голови.

## Керівний склад сільської ради
| ПІБ                          | Основні відомості                                                         | Дата обрання | Дата звільнення |
| ---------------------------- | ------------------------------------------------------------------------- | ------------ | --------------- |
| Лебідь Віктор Григорович     | Сільський голова, 1953 року народження, освіта                            | 26.03.2006   | 01.03.2007      |
| Ковтун Людмила Володимирівна | Сільський голова, 1968 року народження, освіта, позапартійна              | 29.07.2007   | 31.10.2010      |
| Ковтун Людмила Володимирівна | Сільський голова, 1968 року народження, освіта вища, член Партії регіонів | 31.10.2010   |                 |

Примітка: таблиця складена за даними джерела